# SMS

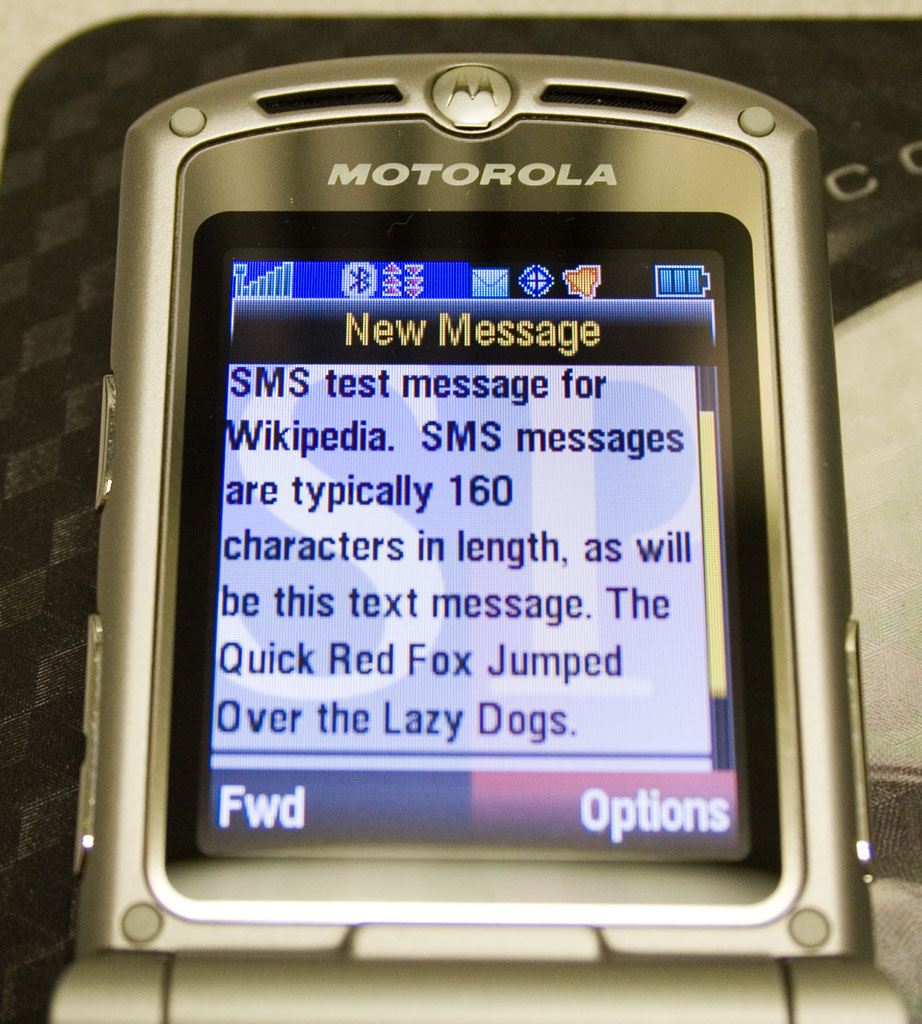
SMS egy mobiltelefon kijelzőjén

Az SMS (Short Message Service, azaz rövidüzenet-szolgáltatás) mobiltelefonnal küldött rövid terjedelmű, meghatározott karakterszámú üzenetet kézbesítő szolgáltatás neve.
Korábbi, a nyelvben meg nem honosodott szinonimája az ún. "GSM távirat". Az 1990-es évek közepén a Westel mobilszolgáltató ezzel a kifejezéssel illette SMS szolgáltatását.
Az SMS egyfajta "tárol és továbbít” típusú szolgáltatás. Emellett szolgálhat még kézbesítésről való visszajelzésre.
Az SMS párhuzamosan küldhető vagy fogadható GSM hang-, adat- vagy faxforgalommal (a jelzési csatornát használja).
Eredetileg 1985-ben a GSM szabványok között definiálták, egy üzenettel 160 karaktert lehetett elküldeni, ám az újabb készülékek már tudnak kezelni többrészes SMS-eket (a hálózaton keresztül több SMS-ben átmenő üzenetet egy darabban való megjelenítése), illetve a 7 bites kódolás mellett lehetséges 8 bites vagy 16 bites kódolást is választani, így 160, illetve 70 karakter fér egy SMS-be.

### SMS levelezés
A PricewaterhouseCoopers szerint 2019-ben 20% -kal több pénzt költöttek erre a marketing eszközre a világon, mint 2017-ben. Ez az eszköz sok tényező miatt vált vonzóbbá: alacsony ár, könnyű használat, akadálymentesség és így tovább.
- SMS-üzenetek árfolyamokkal, időjárással, szentek mondásaival stb.
- Szolgáltatás "mobil bank". Segítségével a bankok értesítik a kártyatulajdonosokat az online bank bankszámláján / kártyáján / személyes számláján végzett tevékenységekről.
- Értesítés a kedvezményekről, eladásokról, akciókról.
- A mobilszám meglétének ellenőrzése egyes online erőforrásokra való regisztrációkor.
- Az SMS-hírlevelek integrálása az online áruházakban.
- A felhasználó azonosítása (például elveszített jelszó helyreállítása).
- Mobil marketing.[3]

## Működés
A felhasználó a mobiltelefonján szerkeszti és megcímezi az üzenetet. A címzettet a nemzetközi hívószámát megadva azonosítják (például +36123456789). Ezután elküldi az üzenetet a szolgáltatóközpontba (Service Center), ahol az üzeneteket tárolják, majd továbbítják a címzettnek.
1992. december 3-án küldte el mobiltelefonjáról Neil Papworth brit mérnök az első rövid szöveges üzenetet, röviden SMS-t, a távközlés egyik történelmi lépéseként.